# Товариство «Просвіта» (1941—1943)
Товариство «Просвіта» 1941—1943 — громадська організація, що відновила діяльність у період окупаційного режиму.
За умов проголошення у Львові 30 червня 1941 «Акта відновлення Української Держави» (див. Акт Тридцятого червня 1941), діячі «П.» увійшли до складу уряду — Українського державного правління. Ресорт (відділ) народної освіти і віросповідань очолював В.Радзикевич, ресорт рільництва — Є.Храпливий, заступником із питань закордонних справ був О.Марітчак, заст. із фінансових питань — Х.Лебідь-Юрчик, заст. із питань рільництва — Б.Іваницький, заст. члена Українського державного правління у справах адміністрації — К.Паньківський, заст. голови Українського державного правління в Словаччині — Л.Мосендз, за питання торгівлі і промислу відповідав Ю.Павликовський.

## Відродження «Просвіти»
Відродження «П.» почалося стихійно з низових осередків у Галичині. 17 липня 1941 відновила діяльність Львівська «П.». Головою товариства став І.Брик, секретарем — М.Дужий. Товариство зберегло відповідну структуру, ланками якої залишалися філії та читальні. За півроку діяльності Львівська «П.» налічувала 82 філії, 2917 читалень. Товариство перебрало майно обласного будинку нар. творчості та підлеглих йому палаців культури і клубів.
Київська «П.» відновлена «похідною групою» ОУН(м) (на чолі з О.Ольжичем). Головою товариства став М.Тобілевич. У налагодженні діяльності товариства брали участь М.Зеров, Є.Онацький, Т.Осьмачка, О.Теліга, Я.Шумелда, Ю.Шевельов.
Почали функціонувати «Просвіти» на Поділлі: у Хмільнику (вересень 1941), Вінниці (жовтень 1941), Турбові (нині селище міського типу Липовецького району Вінницької обл.), Ялтушкові (нині село Барського району Вінницької області; листопад 1941), Немирові (грудень 1941), Вороновиці (січень 1942), Іванові, Калинівці (нині місто Вінницької обл.), Кураві (лютий 1942). При Хмільницькій «П.» працював міський театр. У Ялтушківському товаристві функціонували співочий, музичний, декламаторський, драматичний гуртки.
Організації брали участь у відзначенні Шевченківських дат, вшановували пам'ять учасників Другого Зимового походу Армії УНР 1921, полеглих під Базаром.
Восени 1941 осередки «П.» виникли в Дніпропетровську, Кривому Розі, Апостоловому.

### На Волині
На Волині 23 листопада 1941 почала діяльність Рівненська окружна «П.». Офіційне заснування осередків товариства відбувалося після затвердження їхньої документації референтом пропаганди при гебітскомісаріаті. На Рівненщині діяло понад 500 просвітянських філій. Рівненська організація об'єднувала 300 членів.
У січні—березні 1942 відновили діяльність товариства у Володимирі-Волинському, Луцьку, Корці, Кременці, Устилузі. Відроджено близько 70 % філій «П.», що існували в 1920-х рр. При товариствах створювали «гуртки молоді», проводили курси німецької мови, диригентів та режисерів, готували виховательок дитячих садочків. У Володимирі-Волинському, Дубно, Луцьку «Просвіти» ініціювали проведення маніфестацій, жалобних академій. У листопаді-грудні 1941-го відзначалося 20-річчя трагедії під Базаром, у січні-лютому 1942—1943 проводились академії, присвячені пам'яті героїв Крут (див. Крути, бій 1918). З ініціативи осередку с. Заліси (на Ковельщині) зібрано кошти на будівництво пам'ятника на могилі вояків Армії УНР, які загинули під Базаром. Здійснювалося перезахоронення жертв більшовицького терору. Ковельська «П.» зініціювала проведення маніфестації (28 лютого 1943, бл. 10 тис. учасників), під час якої з подвір'я місцевої в'язниці на православне кладовище перенесли останки 70 осіб, замордованих НКВС УРСР 1941.

## Закриття «Просвіти» окупаційними властями
Діяльність «П.» дедалі менше вписувалася в концепцію нацистської окупаційної політики. Чимало організацій було закрито через їх зв'язок із націоналістичним підпіллям.
У Генеральному губернаторстві окупаційні власті в серпні 1941 вирішили підпорядкувати «П.» відділові культурної роботи Українського крайового комітету. Навесні 1942 читальні «П.» в Галичині були повністю реорганізовані в українські освітні товариства, підпорядковані місцевим структурам Українського центрального комітету. Проведення будь-якого публічного заходу українського освітнього товариства вимагало попереднього дозволу німецької поліції.
Обмежень у своїй роботі в окупаційний період зазнавали всі «Просвіти». Восени 1942 було заборонено діяльність Дніпропетровської «П.», 15 її членів заарештовано. Зі звинуваченням у приналежності до націоналістичного підпілля ув'язнено голову Маріупольської «П.» А.Авраменка, члена товариства М.Стасюка. Діяльність організації 1943 звелася лише до проведення концертів. Заборонено утворення осередків «П.» в Харкові та у його околицях. Поступово 1943 діяльність «П.» було припинено на всіх українських землях. Її діячів піддано репресіям з боку окупаційної влади.